# جون روس (كاتب)
جون روس (بالإنجليزية: John Ross)‏ هو ناشط سلام وصحفي وكاتب ومؤلف أمريكي، ولد في 11 مارس 1938 في نيويورك في الولايات المتحدة، وتوفي في 17 يناير 2011 بسبب سرطان الكبد.